# Joseph Peter Audebert

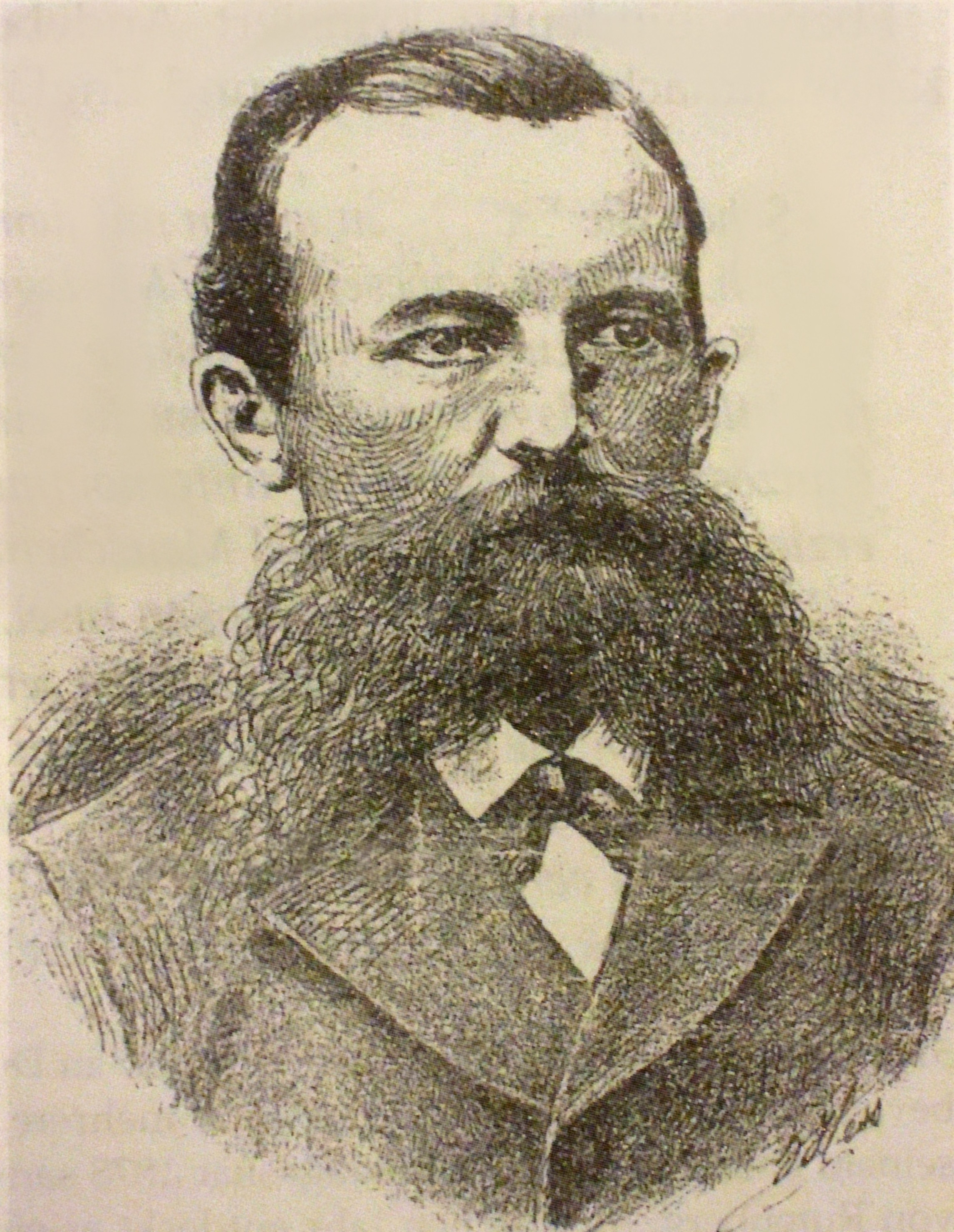
Joseph Peter Audebert, 1883

Joseph Peter Audebert  (sprich "ohd'bähr") (* 3. März 1848 im saarländischen Dillingen; † 14. Februar 1933 in Groß-Rohrheim) war ein deutscher Naturforscher und Ethnologe.

## Leben und Wirken
Audebert wurde als erstes von acht Kindern des Hauptprendanten der Dillinger Hütte Nikolaus Joseph Audebert und Julia Brass geboren, die als Fürsorgerin der Arbeiterfamilien der Hütte tätig war.
Nach Besuch der Dillinger Volksschule und Gymnasialzeit wurde er als Einjähriger Freiwilliger in einem Siegburger Ulanen-Regiment (vermutlich Rheinisches Regiment Nr. 7) angenommen. Während seiner Militärzeit nahm er am Deutsch-Französischen Krieg teil.
Nach Kriegsende wurde er Gutsverwalter auf dem Orb'schen Weingut in Westhofen. Im Auftrag des Leidener Professors Hermann Schlegel nahm Audebert nach einer halbjährigen Ausbildung an einer Madagaskar-Expedition teil. Nach einer 90-tägigen Reise begann er im Herbst 1875 die fünf Jahre dauernde Unternehmung. Auf eigene Initiative blieb er weitere zwei Jahre. Während seines Aufenthalts erforschte er die damals noch wenig erkundete Ostküste und die Hova. Zu den von ihm entdeckten Tierarten gehören der Dickschnabelkuckuck (Pachycoccyx audeberti (Schlegel, 1879)) und die Madagassische Weißbauch-Inselratte (Nesomys audeberti (Jentink, 1879)).
Nach seiner Rückkehr nach Deutschland publizierte er über die Geographie und Bevölkerung Madagaskars und begab sich auf Vortragsreisen. Ab 1892 war er Jagdaufseher in Groß-Rohrheim und starb ebenda. Er war kurz verheiratet und hatte keine Kinder.

## Ehrungen
- Die Audebertstraße in Groß-Rohrheim trägt seinen Namen
- Nach Beschluss des Dillinger Stadtrats wurde ein Platz in Dillingen nach Audebert benannt[4]